# (4877) Humboldt
(4877) Humboldt es un asteroide perteneciente al cinturón de asteroides, descubierto el 25 de septiembre de 1973 por Cornelis Johannes van Houten en conjunto a su esposa también astrónoma Ingrid van Houten-Groeneveld y el astrónomo Tom Gehrels desde el Observatorio del Monte Palomar, Estados Unidos.

## Designación y nombre
Designado provisionalmente como 5066 T-2. Fue nombrado Humboldt en honor al científico Alexander von Humboldt que hizo expediciones a Siberia y América del Sur para estudiar la flora y la geología de cada región.

## Características orbitales
Humboldt está situado a una distancia media del Sol de 2,632 ua, pudiendo alejarse hasta 2,986 ua y acercarse hasta 2,278 ua. Su excentricidad es 0,134 y la inclinación orbital 12,40 grados. Emplea 1560 días en completar una órbita alrededor del Sol.

## Características físicas
La magnitud absoluta de Humboldt es 12,9. Tiene 6,828 km de diámetro y su albedo se estima en 0,29.